# Вікторія Томега Догбе
Вікторія Томега Догбе (фр. Victoire Tomegah Dogbé, нар. 23 грудня 1959) — тоголезький політик, прем'єр-міністр Того з 28 вересня 2020 року до 3 травня 2025 року.
Перш ніж очолити уряд, Томега Догбе обіймала посаду міністра початкового розвитку, ремесел, молоді та зайнятості молоді в уряді Комі Селом Классу та була головою кабінету президента Фор Гнассінгбе.
В 2008 році, коли Вікторія працювала у Програмі розвитку ООН у Беніні, президент Республіки Фор Гнассінгбе та прем'єр-міністр Жильбер Унгбо вперше запропонували їй міністерську посаду.
В 2010 році, після переобрання президентом Фор Гнассінгбе, Томега Догбе була призначена міністром початкового розвитку, ремесел, молоді та зайнятості молоді у другому уряді Жильбера Унгбо. Вона зберегла свою міністерську посаду у першому уряді Квесі Ахумей-Зуну в 2012—2013 та другому уряді Ахумей-Зуну в 2013—2015. Після президентських виборів у квітні 2015 року Комі Селом Классу змінив Ахумей-Зуну на посаді прем'єр-міністра 5 червня 2015 року. Классу сформував свій кабінет 28 червня 2015 року, в якому Томега Догбе також зберегла посаду міністра початкового розвитку, ремесел, молоді та зайнятості молоді.